# Tione degli Abruzzi
Tione degli Abruzzi település Olaszországban, Abruzzo régióban, L’Aquila megyében. Lakosainak száma 262 fő (2023. január 1.). Tione degli Abruzzi Acciano, Fontecchio, Rocca di Mezzo, Secinaro és Caporciano községekkel határos.

## Népesség
A település lakossága az elmúlt években az alábbi módon változott:
| Lakosok száma | 295  | 287  | 262  |
|               | 2017 | 2018 | 2023 |